# Ludovico Valenti
Ludovico Valenti (ur. 27 kwietnia 1695 w Trevi, zm. 18 października 1763 w Rzymie) – włoski kardynał.

## Życiorys
Urodził się 27 kwietnia 1695 roku w Trevi, jako syn Alessandra Valentiego i Paoliny Venturelli. Studiował na La Sapienzy, gdzie uzyskał doktorat utroque iure. Następnie został referendarzem Trybunału Obojga Sygnatur i protonotariuszem apostolskim. 31 marca 1736 roku przyjął święcenia kapłańskie. 24 września 1759 roku został kreowany kardynałem prezbiterem i otrzymał kościół tytularny Santa Susanna. Tego samego dnia został wybrany biskupem Rimini, a 14 października przyjął sakrę. We wrześniu 1763 roku zrezygnował z zarządzania diecezją, a 18 października zmarł w Rzymie.